# محبة النحاس البامبية
محبة النحاس البامبية (الاسم العلمي: Cupriavidus pampae) هي نوع من البكتيريا، سلبية الغرام، تتبع جنس محبة النحاس.